# Врховна команда морнарице Вермахта
Врховна команда морнарице (нем. Oberkommando der Marine, OKM) је представљала највишу административну и командну управу над Немачком ратном морнарицом (Kriegsmarine). Званично је настала из Marineleitung ("Морнаричке Команде"), која је била саставни део Рајхсвера, 11. јануара 1936. Током њеног постојања преживела је две веће реорганизације, у новембру 1939. и мају 1944.
Главнокомандујући ратне морнарице (нем. Oberbefehlshaber der Marine) су били:
- Велики адмирал Ерих Редер, од 1.јун 1935. до 30. јануар 1943.
- Велики адмирал Карл Дениц, од 30. јануара 1943. до 1. маја 1945.
- Генерал-адмирал Ханс Георг фон Фридебург, од 1-23. маја 1945.
- Генерал-адмирал Валтер Варцеја, од 23. маја до 22. јуна 1945

## Организација
Врховна команда ратне морнарице је подељена у шест главних делова:
- На врху је била Oberbefehlshaber der Marine (OBdM) - Главнокомандујући штаб, за задатком повезивања и координације са врховном командом Вермахта и укључује технички, инжењерски, медицински, економски, пропагандни одсек, као и одсек за истраживање.
- Seekriegsleitung (SKL) ("Команда за поморско ратовање") је формирана 1. априла 1937. године. Оригинално тесно повезана са OBdM и Marinekommandoamt, са главнокомандујућим (OBdM) као шефом SKL и шефом Одељења за поморске команде (нем. Marinekommandoamt). од 23. августа 1939. ове позиције су подељене и Marinekommandoamt постаје подређени SKL са својом командом. Команда за поморско ратовање је била задужена за планирање и извршавање поморских напада и директну дистирбуцију поморских снага, током рата њена команда бива ограничена на не-домаће морске области, у фебруару 1943, када је Дениц именован за главнокомандујућег, SKL такође губи команду над подморничким операцијама. Од 1. маја 1944. ова секција је редизајнирана и добија команду над флотама задуженим за транспорт, блокаду, помоћним бродовима и снабдевањем.
- Marinekommandoamt ("Одељење поморске команде) је формирана 11. јануара 1936. заједно са формирањем врховне команде ратне морарице, али је претходно постојала као Marineleitung ("Поморска команда) од 1920. године. Подређени Главнокомандујућем (OBdM=, од априла 1937. шеф одељења за поморске команде (нем. Marinekommandoamt) је такође служио и као шеф штаба Команде за поморско ратовање (SKL). Средином 1939. године ове две позиције су подељене и поморкса команда (нем. Marinekommandoamt) добија свог шефа, али је и даље подређена Команди за поморско ратовање (SKL). Поред поморских операција Marinekommandoamt је имала задатак у прикупљању људства, опреме, података, тренинг као и обалску и противваздухопловну одбрану поморских снага.
- Marinewaffenamt ("Одељење за поморско наоружање") је формирано 1934. Касније је преименовано у Marinewaffenhauptamt ("Главно одељење за поморско наоружање") у 1939, и у Kriegsmarine-Rüstung ("Наоружање ратне морнарице") и 1944. За задатак је имало надгледање развоја, тестирања и производње поморског наоружања свих врста, као и електронске контра мере и радио комуникацију.
- Allgemeines Marineamt ("Генерална канцеларија за поморство") је основана јануара 1936. године и преименована у Allgemeine Marinehauptamt ("Главну генералну канцеларију за поморство) у новембру 1939. године и поново у Kriegsmarine-Wehr (Поморску одбрану) 1944. Главни задатак су били административни послови који укључују правни, медицински, економски, констркуткивни и сектор за извоз.
- Konstruktionsamt ("Одељење за изградњу"), формирано 1936. године, преименовано је 1939. у Amt Kriegsschiffsbau ("Одељење за изградњу бојних бродова"), да би касније те исте године преименовано у Hauptamt Kriegsschiffsbau ("Главно одељење за изградњу бојних бродова"), те је на крају 1944. поново преименовано у свој претходни назив. Како назив сугерише ово одељење се бавилоо конструкцијом нових пловила за морнарицу, бавило се дизајном и инжењерством бродова и подморница радећи са добављачима и бродоградилиштима у сарадњи са Министарством наоружања и ратне производње.

Командант ратне морнарице (Flottenchef) је такође сматран шефом врховне команде ратне морнарице (OKM)